# Alyssa Anderson
Alyssa Jean Anderson (Santa Clara, 30 de septiembre de 1990) es una nadadora de competencia estadounidense y medallista de oro olímpico.

## Carrera
En el Campeonato Juvenil Pan Pacific 2007, Anderson ganó medallas de plata en el estilo libre de 800 metros y 1500 metros. 
En los campeonatos mundiales y nacionales de 2009, Anderson quedó en cuarto lugar en el estilo libre de 200 metros, ganando un lugar en el equipo de relevos 4x200 metros estilo libre de EE. UU. en el Campeonato Mundial de Natación de 2009 en Roma. En Roma, Anderson nadó la tercera etapa de la competición de relevos preliminar logrando un tiempo de 1:58.35. El equipo de Estados Unidos avanzó a la final y ganó la medalla de plata.